# Radiološki rat
Radiološko ratovanje je svaki oblik ratovanja koji uključuje namjerno izazivanje radijacijske bolesti kod neprijateljske sile, a bez da se za to koristi nuklearna fisija ili nuklearna fuzija.
Radiološka oružja se smatraju oružjima za masovno uništavanje. Budući da su takva oružja relativno neefikasna sredstva za ratovanje protiv neke zemlje malo je vjerojatno da će se takva specijalna oružja koristiti za vojne svrhe.
Radiološko ratovanje može biti od daleko veće koristi teroristima i sličnim gerilskim skupinama koje nastoje izazvati strah i pomutnju. Ispuštanje radioaktivnog materijala ne mora biti putem posebnog "oružja", pa čak niti direktno ubijati ljude, nego određena područja ili objekte učiniti neupotrebljivim i nesigurnim za ljudski život zbog povećane razine radijacije. Tako kontaminirana područja je često prilično teško dekontaminirati.